# Hard Again

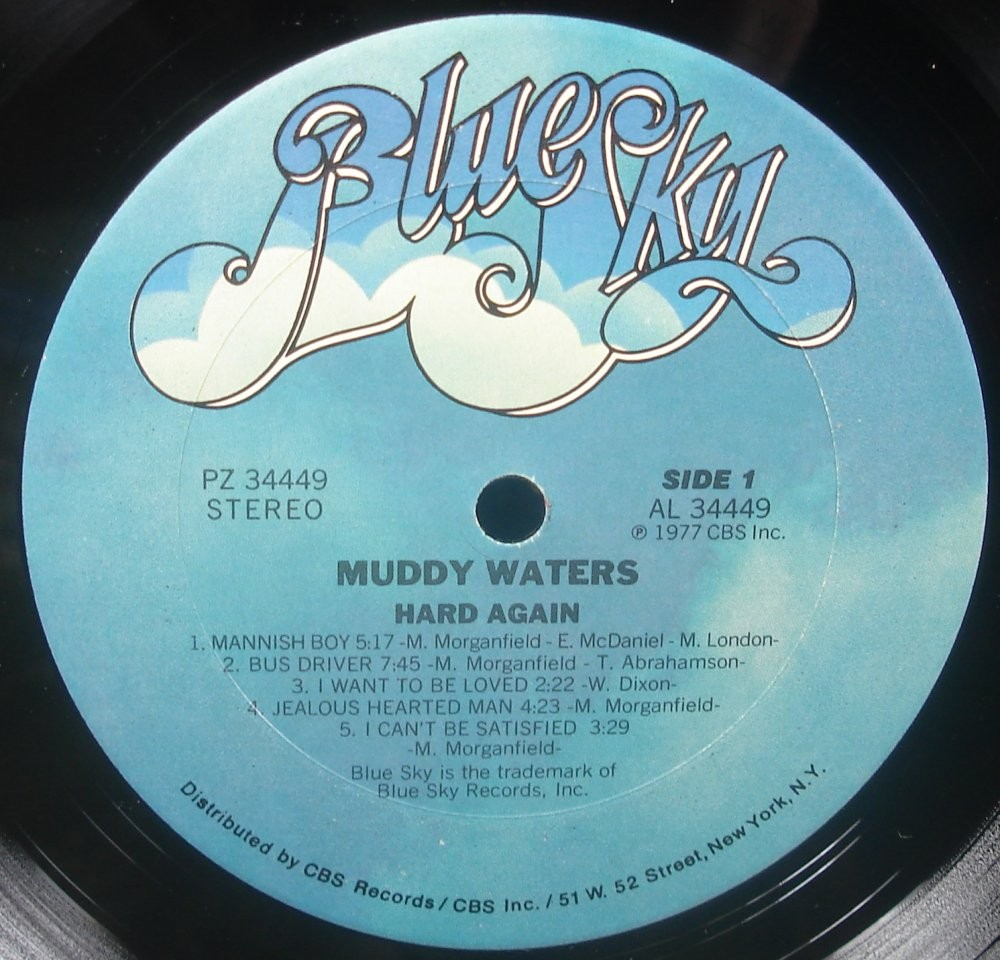
Hard Again – Muddy Waters

Hard Again ist ein Studioalbum des US-amerikanischen Bluesmusikers Muddy Waters, das er 1977 für Blue Sky Records aufgenommen hat.

## Allgemeines
Das Album war das erste, das er für das Label Blue Sky Records, ein Sublabel von Columbia Records, aufgenommen hat, ebenso sein erstes, das von Johnny Winter produziert wurde. Nach einer Folge von eher mittelmäßigen Alben ist Hard Again ein aufsehenerregendes Comeback und ein Beweis für des Meisters musikalische Fähigkeiten. Der Einschluss von Studiogesprächen und Aufforderungen an Musiker gibt dem Album einen Hauch von Intimität. Dieses und die beiden nachfolgenden Alben gehörten zu den kommerziell erfolgreichsten des Künstlers.
Bei den Aufnahmen wurden Winter und Waters von einer hervorragenden Band unterstützt. Bob Margolin und Johnny Winter spielten Gitarre, Pinetop Perkins Klavier und James Cotton Mundharmonika. Von seinen alten Mitstreitern war noch Willie „Big Eyes“ Smith  am Schlagzeug bei den Aufnahmen dabei. Am Bass ist  Charles Calmese zu hören, der in der Band von James Cotton spielte.
1977 erhielt das Album den Grammy in der Kategorie „Best Ethnic or Traditional Recording“.

## Trackliste
- 1 		Mannish Boy 	(McDaniel, London, Morganfield) 	5:23
- 2 	 	Bus Driver 	(Abrahamson, Morganfield) 	7:44
- 3 	 	I Want to Be Loved 	(Dixon) 	2:20
- 4 	 	Jealous Hearted Man 	(Morganfield) 	4:23
- 5 	 	I Can't Be Satisfied 	(Morganfield) 	3:28
- 6 		The Blues Had a Baby and They Named It Rock & Roll 	(McGhee, Morganfield) 	3:35
- 7 	Deep Down in Florida 	(Morganfield)	5:25
- 8 	 	Crosseyed Cat 	(Morganfield) 	5:59
- 9 		Little Girl 	(Morganfield) 	7:06[1]

Bonustrack auf der CD (Sony, 2004)
- 10      Walkin' Through The Park (Morganfield) 3:55

## Kritikerstimmen
- Q (S. 134) – „For students of the post-war blues, a guaranteed delight.“ (Für Studenten des Nachkriegsblues ein garantiertes Vergnügen.)[5]
- Down Beat (S. 68) – „… he's playful and proud, brawny and insistent, his free-flow of inspiration spreading to his superlative road band...“   (...er ist verspielt und stolz, stark und beharrlich, seine fließende Inspiration breitet sich über seine hochklassige Band.)[5]